# Öreg híd (Mostar)
A mostari Stari most (ejtsd: sztari moszt, magyarul „Régi híd” vagy „Öreg híd”) a Neretva folyó két partját köti össze. Az oszmánok építették 1567-ben, abban a formában állt egészen a 20. század végéig, ugyanis a szerb-bosnyák háborúban 1993. november 9-én horvát katonák lerombolták. Nemzetközi összefogás eredményeként épült újjá 2004-re, 2005 óta a világörökség része.

## Története
A városról és a hídról az első írásos emlék egy 1452. április 3-án kelt, olasz nyelvű raguzai jelentésben szerepel, ekként: ha preso quello di … Blagay et do castelli al ponte de Neretva (Onnan vette, hogy …. Két erőd áll a hídon a Neretván). A Mostar név első alkalommal 1468–1469 között íródott, amelyben egy település szerepel két erőddel. Nem tudni pontosan, hogy ez az első híd mikor készült. Azt lehet tudni, hogy a megépítését I. Szulejmán szultán határozta el, 1557-ben. A 17. századi török utazó, Evlija Cselebi írta, hogy Mostarban áll egy híd, amely fából készült, s amelyen a láncok el vannak használódva. Ezután kezdte meg I. Szulejmán az új kőhíd megépítését. Az építkezést 1567-re fejezték be, Mimar Hajrudin építész tervei alapján. Az építés idején a mostari híd volt a legnagyobb egynyílású kőhíd, íve 30 métert hidal át 24 m magasságban az átlagos vízszint felett. A híd hamar szimbolikus jelentőségűvé vált, amit csak megerősített az a misztikus légkör, ami az építés technikai megoldásait vette körül a következő évszázadokban.
A hídnak az idő folyamán több neve is volt: „Novi” (új), „Szulejmán szultán”, „Veliki” (nagy). A leginkább elfogadott a „Stari” (régi) lett.

### Felrobbantása
1992-ben Bosznia-Hercegovina deklarálta elszakadását Jugoszláviától. Ezt követően rögtön kitört a szerb-bosnyák háború; a 18 hónapos ostrom alatt a város történelmi magja súlyos sérüléseket szenvedett. Ekkor semmisült meg a ferences rendi monostor, a püspöki palota és 50 ezres könyvtára, valamint tizenkét mecset. A bosnyák hadsereg végül boszniai horvát támogatással megállította a támadást, ám az ostromot követően a bosnyákok rögtön a horvátok ellen fordultak. A 450 éves hidat végül 1993. november 9-én egy horvát tank pár óra alatt lerombolta.
A híd lerombolásáért Slobodan Praljak horvát tábornokot tették felelőssé, aki 2004-ben állt a hágai Nemzetközi Bíróság elé. Bár később a híd lerombolását mint háborús bűncselekményt ejtették az ellene felhozott vádpontok közül, de így is elítélték. Praljak az ítélethirdetés után öngyilkosságot követett el.

### Újjáépítése

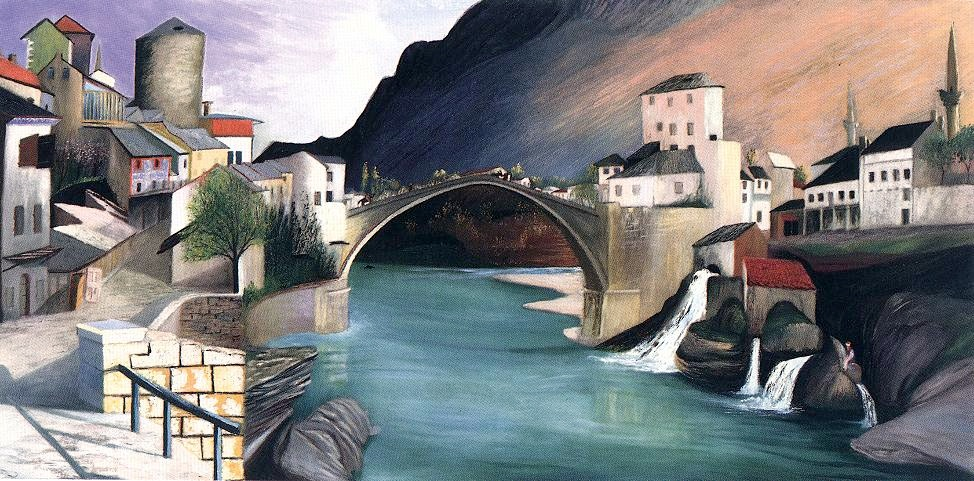
Csontváry Kosztka Tivadar: Római híd Mosztárban (1903)

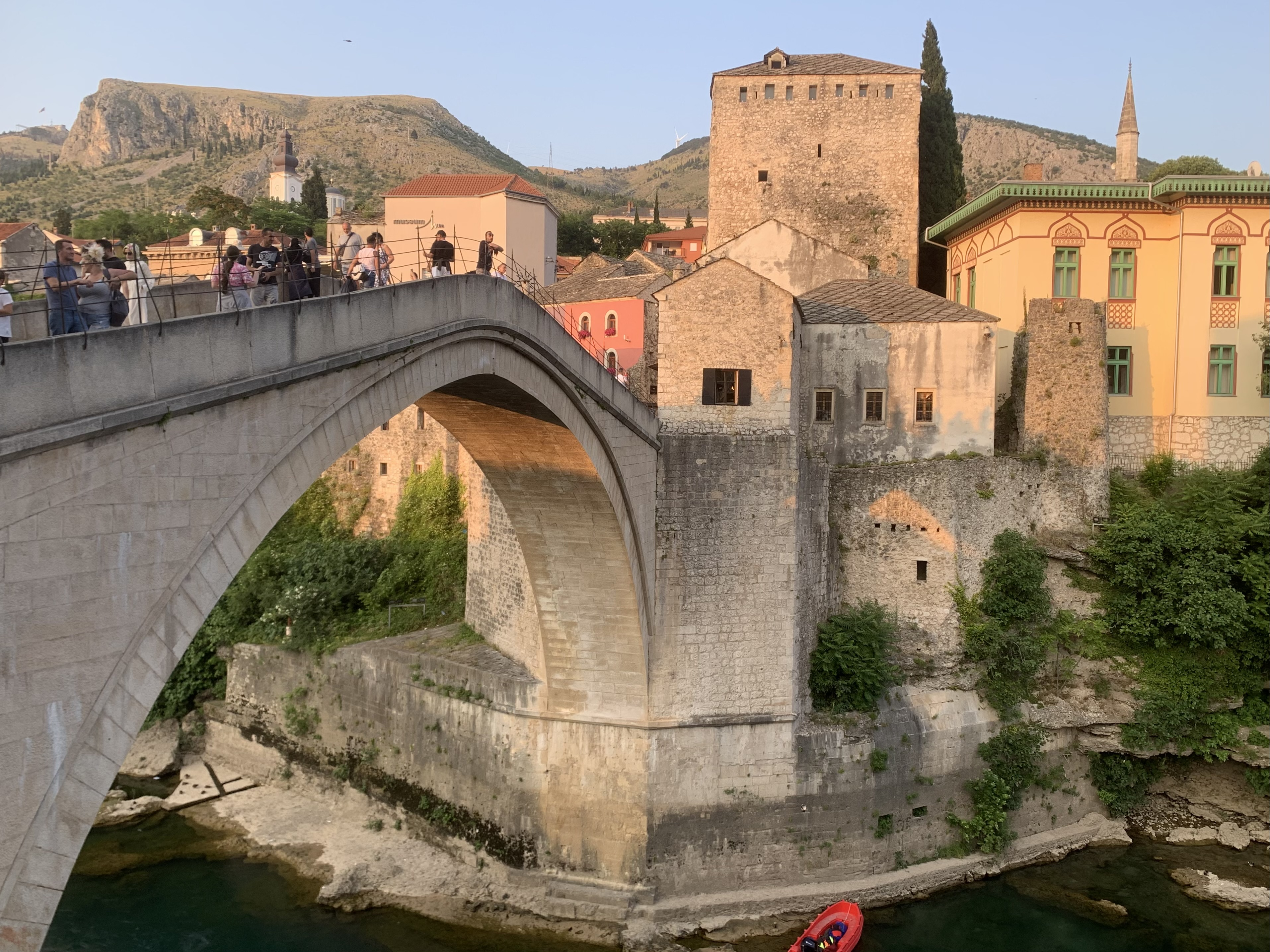
A felújított híd 2025-ben

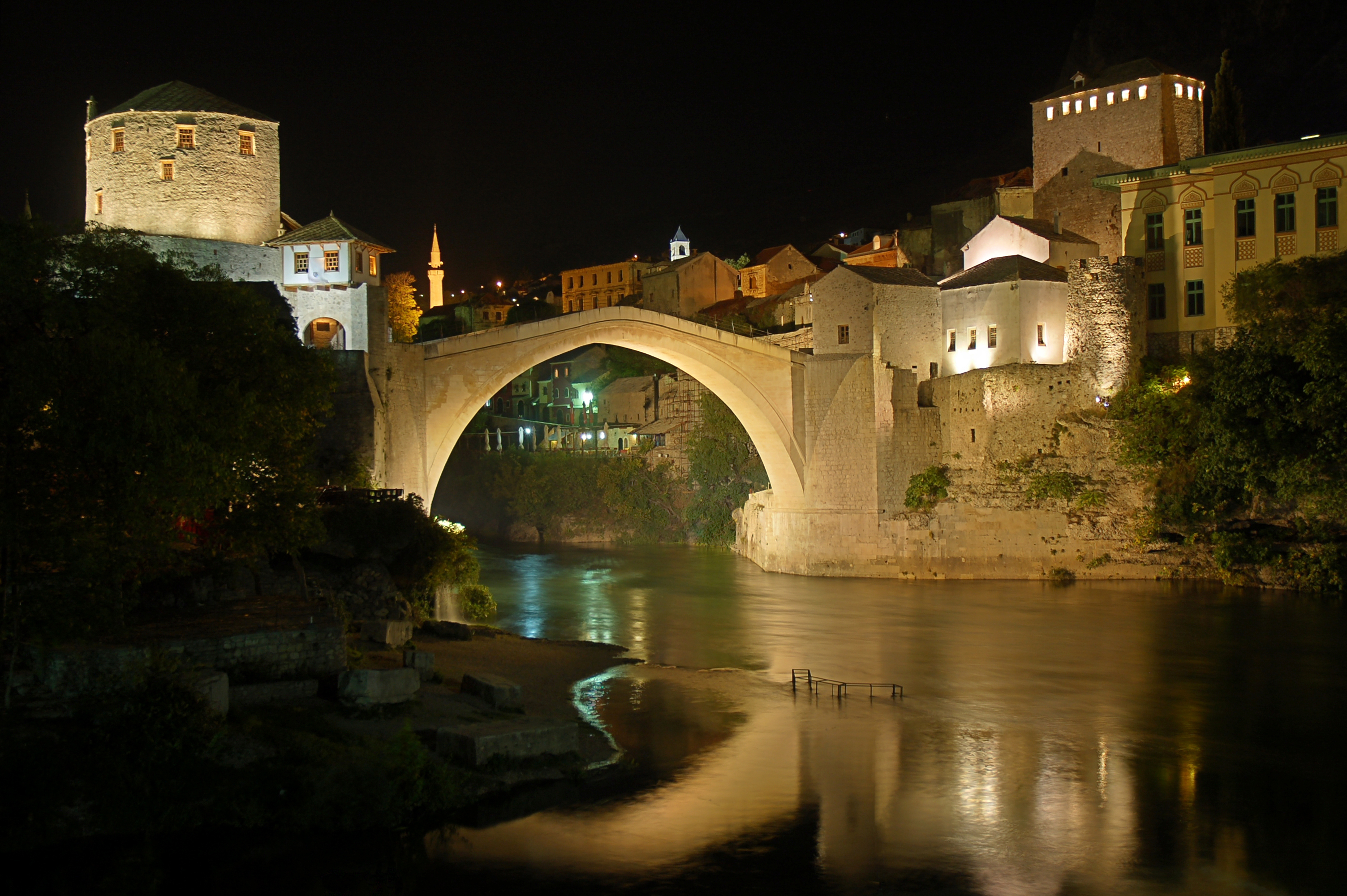
Az Régi híd éjszaka, 2008-ban

A háború végét (1995) követően azonnal megindult az újjáépítés megszervezése, az UNESCO felügyelete alatt, világbanki támogatással. A híd rekonstrukciója volt az első ütem (Pilot Project), amely nagyszabású nemzetközi szakértői támogatással és részvétellel zajlott. Az építésnek magyar vonatkozása is van: A magyar békefenntartói SFOR alakulat, a Magyar Műszaki Kontingens katonái emelték ki a híd darabjait a Neretva folyóból. Voltak olyan kövek, amelyeknek 50-60 tonna volt a tömege. A köveket 1997. szeptember 29. és november 23. között emelték ki. A híd teljes újjáépítésének tervezését, a mérnöki és építészeti munkát a Firenzei Egyetem Építőmérnöki tanszéke és a General Engineering firenzei tervezőiroda végezte.
Az újjáépítés alatt is biztosítani kellett a forgalmat, ezért egy gyalogoshíd felállításáról döntött a város. A Magyar Műszaki Kontingens katonái és a Hídépítő Vállalat szakemberei építették fel a kettészakított várost ismét összekötő ideiglenes hidat.
Az újjáépítést egyéves felmérési munka előzte meg, hiszen a korabeli híd építéséről rendkívül kevés dokumentum állt rendelkezésre. Az előkészítés ideje alatt tisztázódtak azok a műemléki alapelvek is, amelyek alapján a híd tervezése és újjáépítése zajlott.
A korabeli híd egy világos tónusú, „tenelija” nevű helyi mészkőből épült. Az építőköveket acél csapokkal kapcsolták össze, a csapok a kövekbe vájt furatokba illeszkedtek, a furatokat pedig ólommal öntötték ki. Így egy kő-acél rendszer alakult ki, amely a híd szerkezetét adta. Az újjáépítés során is a korabeli szerkezeti megoldást alkalmazták. A lefektetett műemléki elvek alapján valamennyi fellelt maradvány újrafelhasználásáról egyenként döntöttek, mindez mintegy 45 000 adat elemzését tette szükségessé.
2004-re épült fel az új híd. Hivatalos átadása 2004. július 23-án 6 állam képviselőjének jelenlétében történt meg. Az UNESCO 2005-ben a világörökség részévé nyilvánította a hidat.

## Fordítás
- Ez a szócikk részben vagy egészben  a   Stari most című bosnyák Wikipédia-szócikk ezen változatának fordításán alapul.  Az eredeti cikk szerkesztőit annak laptörténete sorolja fel. Ez a jelzés csupán a megfogalmazás eredetét és a szerzői jogokat jelzi, nem szolgál a cikkben szereplő információk forrásmegjelöléseként.